# Bande à part (roman)
Pour les articles homonymes, voir Bande à part.
Bande à part est un roman de Jacques Perret paru en 1951 aux éditions Gallimard et ayant reçu le Prix Interallié la même année.

## Résumé
Ce livre est en quelque sorte la suite du Caporal épinglé dans lequel Jacques Perret, prisonnier dans un Stalag en Allemagne avait enchaîné les tentatives d'évasion ratées et les passages par des camps disciplinaires, puis le travail obligatoire, avant de réussir enfin à rejoindre Paris et son épouse au terme d'une épopée comico-héroïque.
Agé d'un peu plus de quarante ans à l'époque mais toujours patriote (de droite) et toujours vaillant , l'ex soldat des corps-francs de 1939 rejoint la Résistance dans un maquis des Alpes qui fait nominalement partie de l' O.R.A. organisme qui se veut strictement militaire et patriotique , sans obédience politique mais dont les chefs, militaires traditionalistes ne sont pas franchement à la gauche de l'échiquier politique.
Sur le terrain, c'est autre chose, le maquis qu'à rejoint Perret est une troupe de Picaros de haut vol où l'on retrouve des militaires très jugulaire-jugulaire mais aussi des nord-africains, Ramos, un réfugié de la Guerre d'Espagne (tendance anarchiste de Gauche), des citoyens lambda un peu dépassés par les évènements et la rude vie en marge qui est celle des maquis et des opportunistes débrouillards comme Lahure, un maquisard bon vivant au gargantuesque appétit.
Très loin des envolées lyriques d'un André Malraux (qui était une tête de turc récurrente de Jacques Perret) et des glorifications dithyrambiques des mouvements de Résistance des lendemain de la Libération, mais aussi des réévaluations ultérieures pas toujours impartiales qui ont minimisé dans un deuxième temps le rôle des maquis, Perret livre une chronique romancée et malicieuse, à hauteur d'homme, sans aucun pathos héroïque,  à la fois comique et douce-amère de cette parenthèse sociale que fut l'engagement dans les maquis de citoyens français ordinaires, terroristes pour l'occupant allemand et héros français portés aux nues après 1945.
Ce livre fut couronné par le Prix Interallié et c'est avec l'argent de ce prix que Perret s'acheta un modeste voiler de 7m50, le Matam de la série Sea-Bird,à bord duquel, toujours aventureux la cinquantaine passée , il se lança en compagnie de son ami, le graveur bourguignon André Collot  dans une improbable croisière "zigzagodromique" et inachevée (entre Honfleur et Santander mais qui reste en panne du côté de Cherbourg) donnant naissance au drolatique récit Rôle de Plaisance qui a enchanté des générations de marins du dimanche.

## Éditions
- Bande à part, éditions Gallimard, 1951.